# سمكة المشرط
سمكة المشرط (بالأنكليزية:Cannibal fish) في أعماق المحيط الأطلسي، وهي من الأسماك النادرة، ظهرت لأول مرة عندما جرفتها الأمواج إلى شواطئ ولاية كارولينا الشمالية في شهر أيار 2014.

## الوصف
ولا يعرف سوى القليل عن أسماك المشرط، التي لديها زعنفة ظهرية كبيرة تشبه الشراع، ويعتقد علماء المحيطات أن تكون من "أكلة لحوم البشر"، وهي تتغذى بشكل رئيسي على السرطانات.
وذكر في تقارير صحفية متعددة أن هذه السمكة من الأنواع الغامضة والتي لديها أنياب مرعبة ويمكن أن يصل طولها لأكثر من مترين.